# Topaipí
Topaipí – miasto w Kolumbii, w departamencie Cundinamarca.